# Pikalo
Pikalo je priimek več znanih Slovencev:
- Jernej Pikalo (*1975), politolog, univ. profesor, politik
- Matjaž Pikalo (*1963), književnik, igralec in glasbenik
- Oto Pikalo (1914-1985), lokalni politični in turistični delavec
- Petra Pogačnik Pikalo (*1968), baletna plesalka